# Тахталидаг
Тахталидаг (тур. Tahtalı Dağları) — гора поблизу Кемеру в гірській системі Західний Тавр. Висота над рівнем моря — 2365 м.
Назва Тахтали означає в перекладі з турецької «дощата», «з дошками».

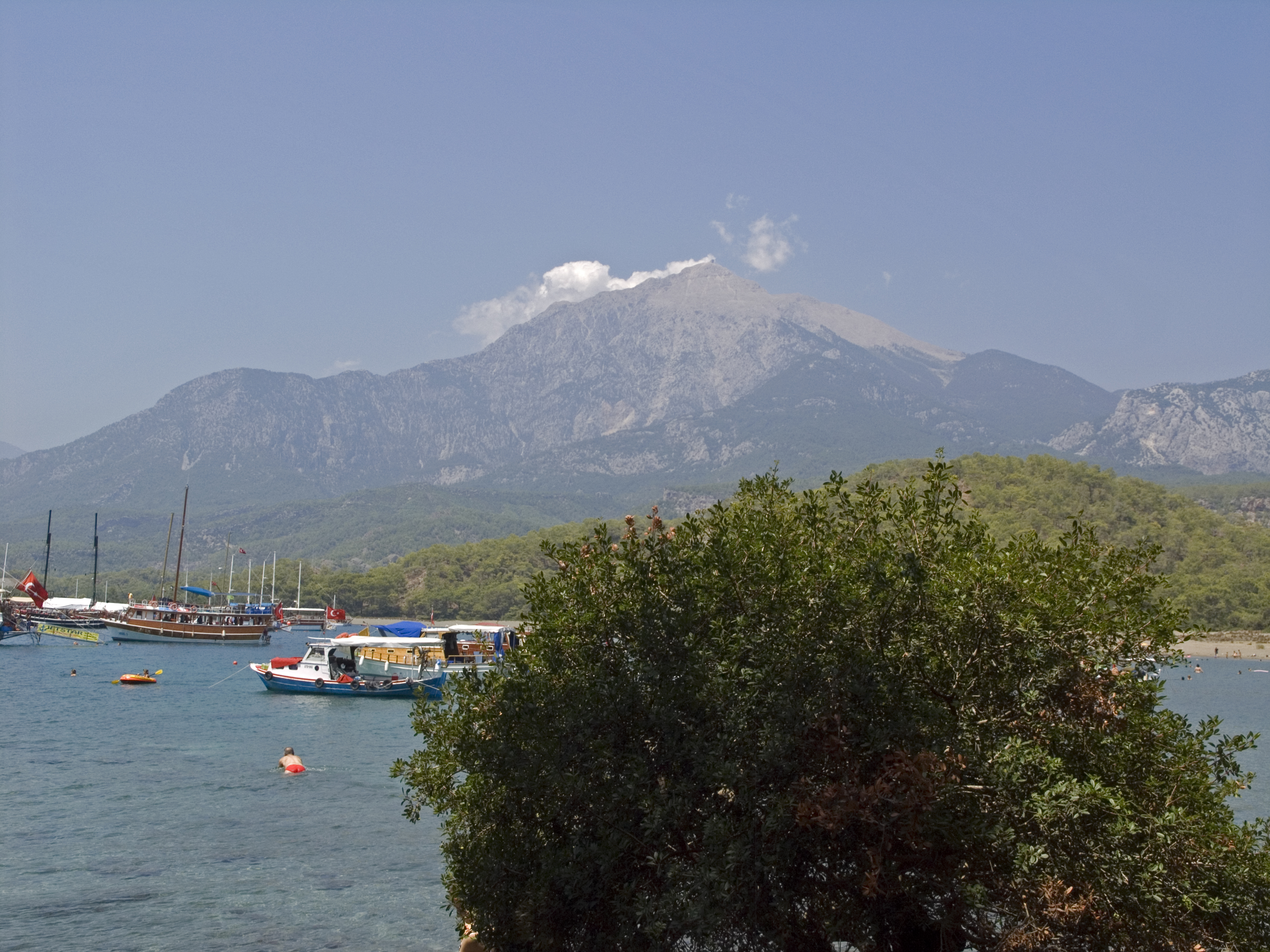
Вид на гору Тахтали з Фазелісу

Гора домінує в пейзажі навколо Кемеру. Між Анталією і Фінібахче її можна бачити як домінуючий пік гірського хребта Бейдаглари. Близькість до узбережжя  Середземного моря робить її видимою для моряків.
Вона є найвищою горою в парку Олімпос-Бейдаглари. З листопада по червень гора вкрита льодом і снігом. Навесні цей сніг часто забарвлюється в червонуватий відтінок вітрами з  Сахари, а влітку, через хмари, які затемнюють гору, це видно не часто.
Рослинність зникає з висоти близько 1900 м. Канатну дорогу на вершину Тахтали «Olympos Teleferik» введено в експлуатацію з червня 2007 р.

## Виноски
1. 1 2  GEOnet Names Server — 2018.
2. ↑   Турция. Справочная карта. Масштаб 1:2 000 000. М., ГУГК, 1981